# Michele Anelli
Michele Anelli (Stresa, 15 settembre 1964) è un cantautore italiano.

## Biografia[2]
Negli anni ottanta, dopo l’esperienza con la fanzine Fandango e le radio locali, forma un gruppo garage punk, The StolenCars con il quale pubblicherà due album.
Nel 1989 fonda The Groovers, dove è autore sia di musiche che testi, con i quali pubblica nell’arco di quasi vent’anni sette album cantati in inglese.
Nel nuovo millennio lavora anche su progetti musicali paralleli tra cui figura la pubblicazione di un album per la rivista L’Ernesto, nel quale appaiono per la prima volta cinque suoi brani originali in italiano.
Nella primavera del 2007 debutta come scrittore, pubblicando il libro, Siamo i Ribelli – storie e canti della Resistenza italiana per Selene Edizioni con in allegato un cd di canti resistenziali rivisitati, seguito nel 2013 dal volume intitolato Radio Libertà – dalle radio della Resistenza alla resistenza delle radio (Vololibero editore). Entrambi i libri sono stati, dal 2007 al 2017, parte integrante di spettacoli dal vivo incentrati sulle tematiche trattate nelle due pubblicazioni.
Nel 2013 avviene la svolta definitiva cantautorale in italiano con la pubblicazione dell’album Michele Anelli e Chemako assieme alla band pavese dei Chemako (USR Records), cui segue nel 2014, per Adesiva discografica, l’album Giorni usati. Nell’autunno del 2017 viene pubblicato una terza opera, il libro di narrativa sul mondo femminile La scelta di Bianca (Segni e parole), a cui è collegato l’omonimo spettacolo, che contiene otto racconti al femminile, accompagnati da un cd con altrettante canzoni edite e inedite arrangiate dalle chitarre e dall’apporto elettronico di Elia Anelli.
Il 20 aprile 2018 esce un nuovo album, prodotto da Paolo Iafelice per Adesiva discografica, con Andrea Lentullo (Wurlitzer), Elia Anelli (chitarra elettrica) e Nik Taccori (batteria). Questo è album concept su una giornata di lavoro. A ogni canzone corrisponde un orario della giornata, nel quale i sentimenti e le emozioni vengono sollecitati da ciò che una persona si porta dentro e dal vissuto che la circonda. La scelta sonora si è indirizzata sull'uso esclusivo di pochi strumenti, avendo maggior cura degli arrangiamenti a supporto del testi.
Nel 2018 produce L'amore in tempo di crisi, il nuovo album di Enrico Maiorca. Contestualmente entra a far parte della Sonic Revue band, un'esperienza che si concluderà nel 2019.
Nel 2020 esce il libro scritto insieme al giornalista e scrittore Gianni Lucini “Ho sparato al domani” per Segni e Parole editore. Il libro contiene sette racconti “musicali” in cui passato, presente e futuro si scambiano spesso d’abito andando in scena in epoche differenti e con personaggi tutti da scoprire.
Nel 2021 pubblica, per DELTA Records & Promotion, il nuovo album “Sotto il cielo di Memphis”, suonato live in studio con i Goosebumps bros., Cesare Nolli (chitarra), Paolo Legramandi (basso) e Nik Taccori (batteria) e, successivamente, con interventi di Andrea Lentullo alle tastiere ed Elia Anelli alla chitarra elettrica. L’album è stato pubblicato in formato Lp e cd (con alcune outtake) a cui si aggiunge il 45 giri con Ballata arida ed Escluso il cielo registrati da John Gifford III, al FAME recording studio di Muscle Shoals, Alabama con Bob Wray al basso e Justin Holder alla batteria.
Nel 2023 produce l'album di Paolo Ronchetti "Cose da fare"  pubblicato nella primavera del 2024. Album molto apprezzato dalla critica musicale specializzata.
Nel 2024 registra con The Goosebumps bros. ovvero Cesare Nolli alle chitarre, Paolo Legramandi al basso e Nik Taccori alla batteria due nuovi album intitolati "Dopo tutti questi anni" (in formato vinile da 10" e cd) e "Non disperdetevi" (in formato cd). Due album con due titoli che compongono una frase anche invertendoli, con le copertine che sono un omaggio al percorso artistico iniziato negli anni ottanta e che sono stati pubblicati contemporaneamente a fine settembre del 2024

## Discografia

### Michele Anelli Solista
- 2014 - Michele Anelli & Chemako (Ultrasound records/IRD, CD)
- 2016 - Giorni usati (Adesiva Discografica / Self, CD e Lp)[23]
- 2018 - Divertente importante (Adesiva Discografica / Self,  CD e LP)[24]
- 2020 -  Ballata arida/Escluso il cielo (StayhardStayfree prod. 7")[25]
- 2021 - Sotto il cielo di Memphis (Delta record&promotion, LP)[26]
- 2021 - Sotto il cielo di Memphis e altre storie (Delta record&promotion, CD)[27]
- 2024 - Dopo tutti questi anni (Fandango - Wolvernight fanzine - vinile 10" E CD)[22]
- 2025 - Non disperdetevi (Fandango - Wolvernight fanzine -  CD)[22]

### The Groovers
- 1990 - My Land (Urlo, Ep)
- 1993 - Song for the Dreamers (Fandango/IRD, cd)
- 1994 - Lost Ballads (Fandango, K7)
- 1995 - Soul Street (Fandango/IRD, CD)
- 1997 - September Rain (Fandango/Il Levante/IRD, cd)
- 2000 - That's All Folks! (Fandango/IRD, cd) miglior disco italiano quotidiano Liberazione
- 2001 - Do You Remember the Working Class? – (Fandango/Wolvernight/Audioglobe, cd)
- 2003 - A Handful of Songs about Our Times Vol.1 – (Cement mixer music/Audioglobe, cd)
- 2008 - Revolution - A handful of songs about our times vol.2 (Fandango/Audioglobe, cd)

### The Stolen Cars
- 1990 - Walk on In (Urlo, Ep)
- 2007 - Can't Stop thee Stolen Cars (Nicotine/Ammonia, cd)

### Michele Anelli - Siamo i Ribelli
- 2009 -  NOME DI BATTAGLIA RIBELLI - canti della Resistenza italiana (Fandango, cd)[29][30]
- 2009 -  OGGI MI ALZO E CANTO canti del lavoro (Fandango/RdB, cd)[29]

### Partecipazioni a compilation
- Tape – AA.VV. – VERBANO FEVER (Fandango, 1988): Thee Stolen cars con due brani – “Christine” e “Wise Man”
- Tape – AA.VV. – The soundtrack 1st. auth. European comp. (Mamorro, Bilbao – Spagna, 1990): The Groovers, mix alternativo del brano New wild road   -   Thee Stolen cars, brano inedito Bang my gong
- Lp – AA.VV. – Movimenti italiani (produzioni Il giorno del sole, 1991): Thee Stolen cars, Love you no more   -    The Groovers, mix alternativo del brano My land
- Cd - AA.VV. – The Belgian Mania Goes To Italy (Boom records/Face records, 1992) contiene una versione alternativa del brano “Windy nights" (l’originale è pubblicato in The GROOVERS – Song for the dreamers – 1993)[31]
- Cd. AA.VV. – Instabile e lubrificante (Wolvernight prod., 1996): The Groovers con i brani Mary don’t worry e TV Breakdown
- Cd – AA.VV. – Suoni di Liberazione (Suoni di Liberazione, 2001): The Groovers “Workin’ man revisited”
- Cd – AA.VV. – Not in my name (Suoni di Liberazione, 2002):  The Groovers con il brano di Country Joe Fish McDonald I-Feel-Like-I'm-Fixin'-To-Die-Rag  -   Flamingo (Michele Anelli/Evasio Muraro) con il brano di Monaldi/Ingrosso Incubo n.4
- Cd - Michele Anelli/Evasio Muraro (Edizioni L'Ernesto 2003) con cinque brani originali e cinque cover[32]
- Cd - Michele Anelli/Evasio Muraro (Edizioni Levante/Torpedo 2006) Festa d'aprile - canti della Resistenza italiana[33]
- Cd – AA.VV.  – Duemila papaveri rossi, le canzoni di Fabrizio De André (A/rivista anarchica, 2008):  Michele Anelli - Quello che non ho
- ·Cd – AA.VV. – Il mio lavoro libero (CNA, 2017): Michele Anelli “Nessuno mi è padrone” (Lucini/Anelli) -    Michele Anelli “Scuola” (Finardi) - Autore di musica e testo di due brani, interpretati da artisti diversi, “Gilda” e “Seguo l’asfalto”

## Produzioni artistiche
- Cd – AA.VV. Not in my name (Suoni di Liberazione, 2002) progetto artistico di P. Pietrangeli/M. Anelli/G. Lucini[34]
- Fabrizio Filiberti – Spiritoridicolo (autoproduzione, 2011)
- Evasio Muraro – Scontro tempo (DVL/Self, 2013) co-produzione Chris Eckman/Michele Anelli/Evasio Muraro[35]
- Lost Weekend – From shine till rust (Mummy bullet records/Riserva Sonora, 2015) co-produzione Michele Anelli/Lost Weekend[36]
- Cd – AA.VV. – Il mio canto libero (CNA, 2017) direzione e produzione artistica Michele Anelli
- MAIO  – L’amore in tempo di crisi (Alma records/Ossigeno, 2018)[37]
- Paolo Ronchetti "Cose da fare" (Delta Records&Promotion, 2024)[38]

## Partecipazioni e riconoscimenti
- The Groovers – il brano Many loves (testo di Allen Ginsberg, musica di Michele Anelli) è stato eseguito a Conegliano Veneto il 10 giugno 1995 alla manifestazione “Omaggio a Fernanda Pivano”. Sul palco con Fernanda Pivano, Allen Ginsberg, Francesco Guccini, Fabrizio De André, Claudio Lolli. Il brano, pubblicato successivamente in un'altra versione sull’album September rain (1997), fu scelto a seguito di una sorta di concorso nazionale.
- Cd – GANG – Il seme e la speranza (CIA, 2005) vv.aa. This land is your land (W. Guthrie)
- The Groovers - Premio al MEI 2009 per la ventennale carriera della band
- The Groovers/Michele Anelli – Premio ANPI Ovest Ticino 2009 alla carriera dei Groovers e al lavoro svolto nel canto popolare da Michele Anelli

## Opere letterarie
- Michele Anelli, Siamo i ribelli. Storie e canzoni della Resistenza. Con CD Audio, Selene edizioni, 2007, ISBN 978-88-7894-010-9.
- Michele Anelli, Radio Libertà. Dalla radio della Resistenza alla resistenza delle radio, Vololibero, 2013, ISBN 978-88-97637-12-7.[39]
- Michele Anelli, La scelta di Bianca, Con Cd allegato con 8 brani, Segni e parole, 2017, ISBN 978-88-908494-6-6.[40]
- Michele Anelli, Gianni Lucini - Ho sparato al domani, Segni e parole, 2020, ISBN 8894284921[41]